# Nulles

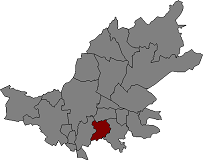
Położenie gminy na mapie comarki Alt Camp.

Nulles – gmina w Hiszpanii,  w Katalonii, w prowincji Tarragona, w comarce Alt Camp.
Powierzchnia gminy wynosi 10,61 km². Zgodnie z danymi INE, w 2005 roku liczba ludności wynosiła 369, a gęstość zaludnienia 34,78 osoby/km². Wysokość bezwzględna gminy równa jest 231 metrów. Współrzędne geograficzne gminy to 41°15'4"N, 1°17'48"E.

## Miejscowości
W skład gminy wchodzą trzy miejscowości, w tym miejscowość gminna o tej samej nazwie:
- Bellavista – liczba ludności: 23
- Casafort – 7
- Nulles – 339

## Demografia
- 1991 – 338
- 1996 – 341
- 2001 – 359
- 2004 – 364
- 2005 – 369